# Baney

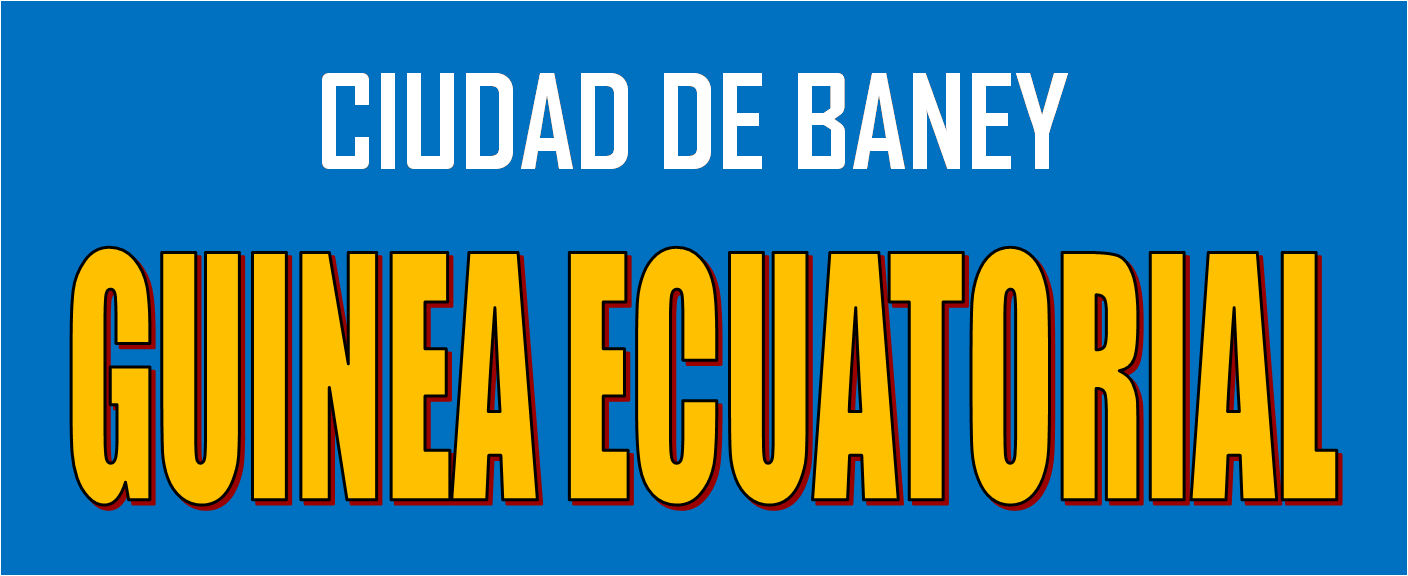

Baney, conocida también como Santiago de Baney, es una ciudad de Guinea Ecuatorial, situada en la provincia de Bioko del Norte, a unos pocos kilómetros de la capital Malabo.
Desde su fundación ha evolucionado de aldea a pueblo, y de este a ciudad cabecera distrital. En la actualidad, existe una Casa Cultural en la cual se exhibe el arte de la música y del teatro local.
La población local suele emigrar al extranjero por motivos de estudio, a países como: Camerún, Gabón, Chad, RCA, Togo, Benín, Ghana, Marruecos, Túnez, Egipto, África del Sur, Senegal, Níger, Angola, España, Francia, Portugal, Estados Unidos, Rusia, Canadá, República Dominicana, Cuba, Colombia, Chile, Singapur, China, Brasil y Malasia.
La ciudad es uno de los grandes atractivos culturales de la Isla de Bioko dada su inmensa riqueza cultural y patrimonial.
Algunas fechas importantes son: 25 de julio, Fiesta Patronal y 6 de enero, Fiesta de la Juventud Baneina.
Desde 2013, está hermanada con el municipio español de Gáldar.